# Vizelj Park
Vizelj Park, serb. Визељ парк − stadion piłkarski mieszczący się na przedmieściach Belgradzie, w dzielnicy Borča, na którym domowe mecze rozgrywa miejscowy klub, BSK Borča. Pojemność stadionu wynosi 3000 miejsc.